# Salón de la Suprema Armonía

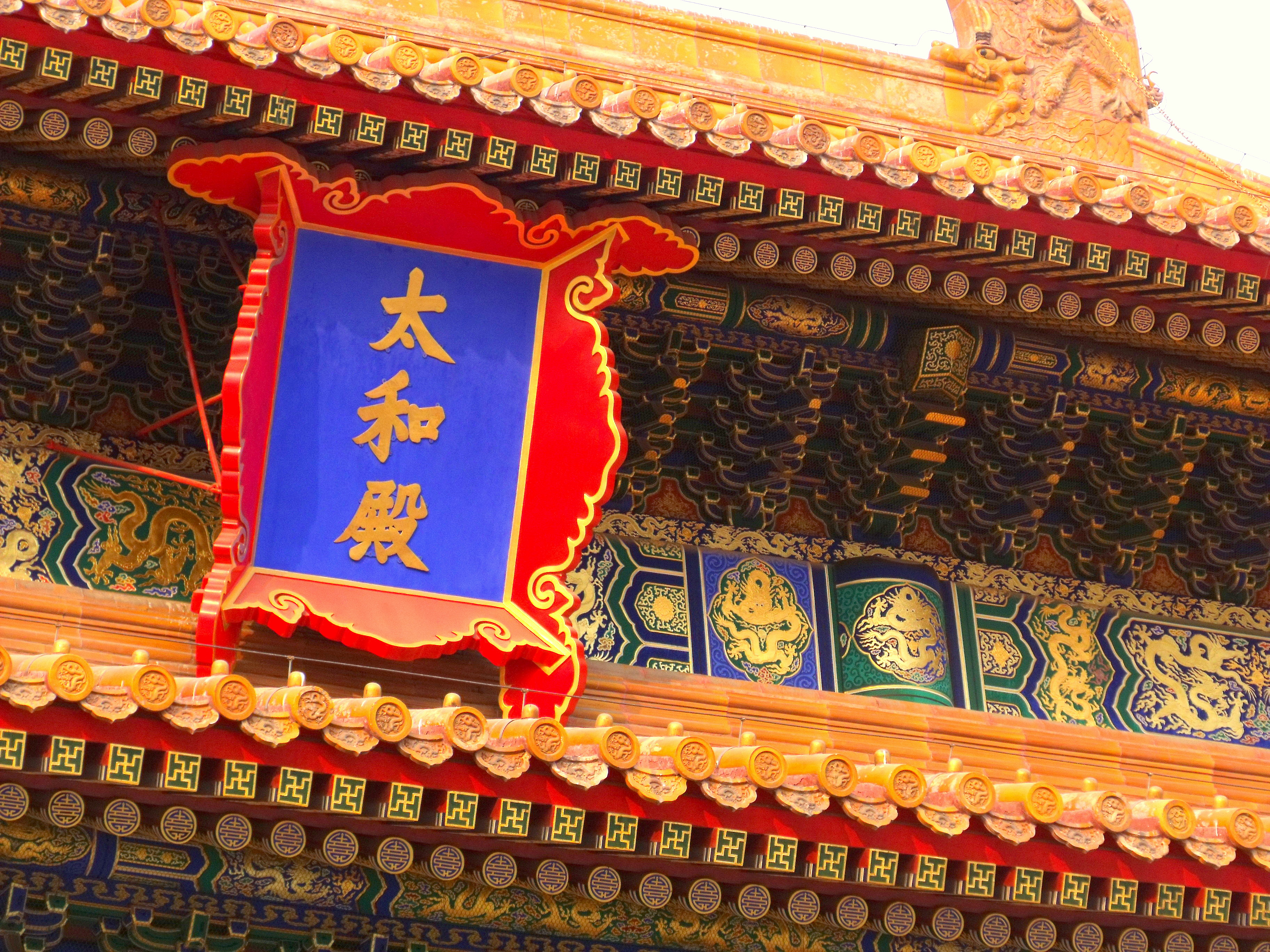
Placa con el nombre "Salón de la Suprema Armonía" sobre los portones del pabellón.

El Salón de la Suprema Armonía (太和 殿) es la sala más grande dentro de la Ciudad Prohibida de Pekín y se sitúa en su centro, justo detrás de las puertas de la Suprema Armonía. Junto con el Salón de la Armonía Central y del Salón de la Preservación de la Armonía, constituye el corazón de la Corte Exterior de la Ciudad Prohibida.
El Salón se encuentra en su eje central, detrás de la Puerta de la Armonía Suprema. Está construido sobre tres niveles de base de mármol de piedra y rodeado de incensarios de bronce. Era el lugar donde la dinastía Ming y Qing dinastía del Emperador acogió su entronización y ceremonias de boda.
El Salón de la Armonía Suprema se eleva unos 30 metros sobre el nivel de la plaza y los alrededores. Es el centro ceremonial del poder imperial y la mayor estructura de madera que se conserva en China. Son las nueve bahías de ancho y cinco tramos, los números nueve y cinco simbólicamente conectada a la majestad del emperador. Los seis pilares más cercanos al trono imperial están cubiertos de oro y toda la zona está decorada con un motivo de dragón. El Trono Imperial Dragón, en particular, tiene cinco dragones enrollados alrededor de la espalda y apoyamanos. La pantalla detrás de él cuenta con series de nueve dragones, que refleja nuevamente el simbolismo "nueve-cinco".

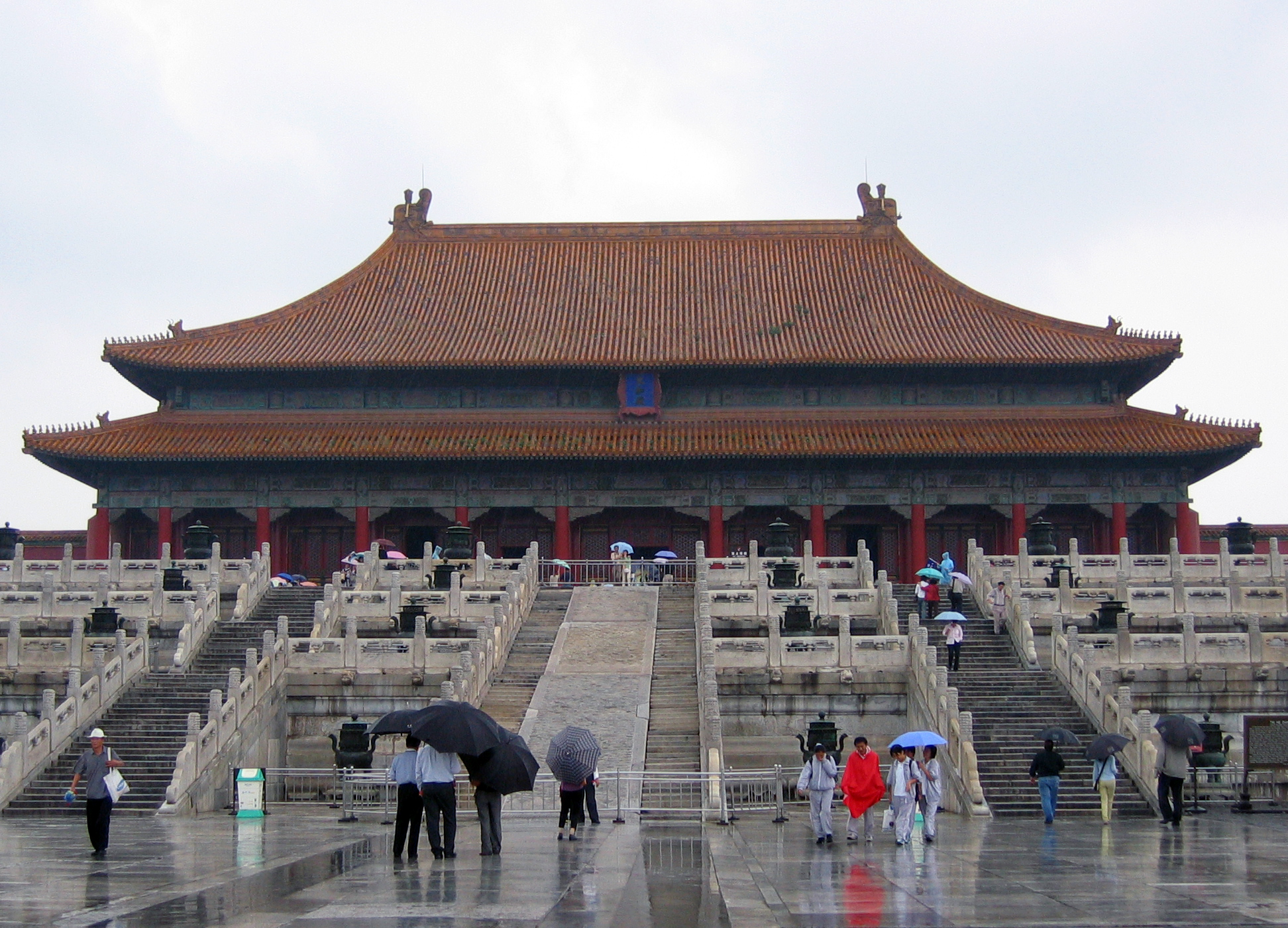
El pabellón.

El techo justo encima del trono es un cajón intrincado decorado con un dragón en espiral, desde cuya boca salen una serie de arañas como de bolas de metal. Llamado el "Espejo Xuanyuan", este objeto se remonta a Xuanyuan, el Emperador Amarillo, el legendario gobernante primero de China. En la dinastía Ming, el emperador tenía su corte aquí para discutir asuntos de estado. Durante la dinastía Qing, los emperadores tenían su corte con mucha más frecuencia. Como resultado, la localización se cambió a la Corte Interior y el Salón de la Armonía Suprema fue utilizado solamente para propósitos ceremoniales, como coronaciones, investiduras y las bodas imperiales.
El vestíbulo original fue construido por la dinastía Ming en 1406 y fue destruido por los incendios siete veces durante la dinastía Qing, recientemente fue restaurado y reconstruido en 1695-1697.